# Lien Chan
Pour les articles homonymes, voir Chan.
Lien Chan (en chinois : 連戰 , simplifié : 连战 , pinyin : Lián Zhàn) est un homme politique taïwanais, né le 27 août 1936 à Xi'an en Chine.
Il est vice-président de la république de Chine (Taïwan) de 1996 à 2000, et ensuite président du Kuomintang (KMT) de 2000 à 2005.

## Biographie

### Carrière politique

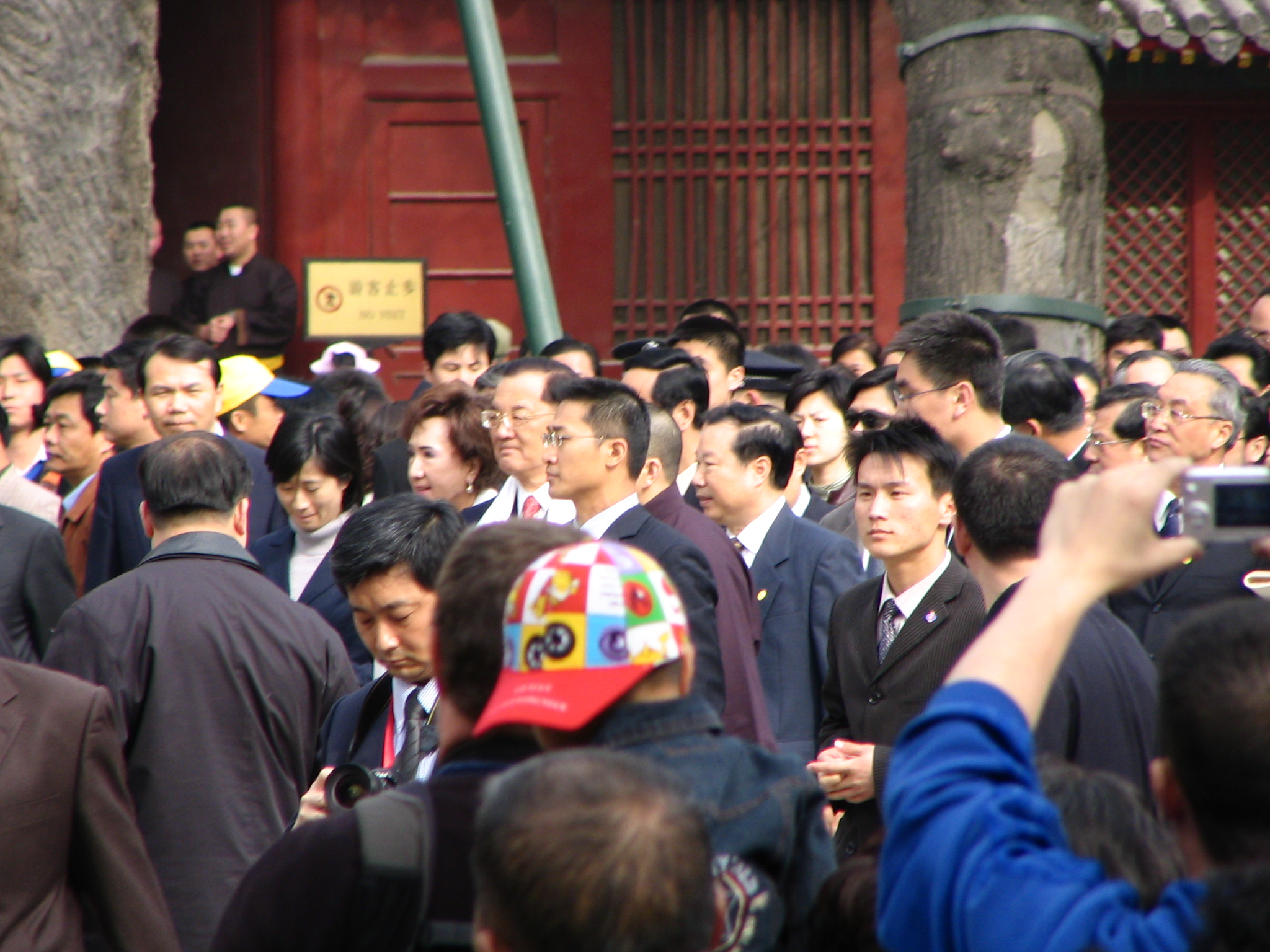
Lien Chan au temple Tibétain Yonghe de Pékin, lors d'une visite pour des accords bilatéraux, en 2006.

Il rencontre le 16 avril 2006 Hu Jintao à Pékin pour signer des accords de rapprochement entre la Chine et Taïwan, dans l'optique d'un futur retour du Kuomintang au pouvoir à Taïwan.

#### Élection présidentielle de 2008
Lien Chan a proposé sa médiation entre les deux rivaux du Kuomintang, Ma Ying-jeou, mis en cause dans le cadre de l’affaire des fonds spéciaux de la municipalité de Taipei, et Wang Jin-pyng, président du Yuan législatif ...